# WTA Lyon Open 2021
WTA Lyon Open 2021, oficiálně Open 6ème Sens — Métropole de Lyon 2021, byl tenisový turnaj pořádaný jako součást ženského okruhu WTA Tour, který se odehrával na dvorcích s tvrdým povrchem v hale Tonyho Garniera. Probíhal mezi 1. až 7. březnem 2021 v francouzském Lyonu jako druhý ročník turnaje. 
Událost s rozpočtem 235 238 dolarů patřila do kategorie WTA 250. Nejvýše nasazenou hráčkou ve dvouhře se stala třicátá druhá tenistka světa Jekatěrina Alexandrovová z Ruska. Jako poslední přímá účastnice do dvouhry nastoupila 120. hráčka žebříčku, Běloruska Věra Lapková.
Premiérový titul si připsala při teprve třetí účastní v hlavní soutěži okruhu WTA Tour dánská kvalifikantka Clara Tausonová. Bodový zisk jí zajistil premiérový posun do první světové stovky. Deblovou soutěž ovládla slovensko-nizozemská dvojice Viktória Kužmová a Arantxa Rusová, jejíž členky získaly první společnou trofej.

## Distribuce bodů a finančních odměn

### Distribuce bodů
| Soutěž  | vítězky | finalistky | semifinalistky | čtvrtfinalistky | 16 v kole | 32 v kole | Q  | Q2 | Q1 |
| ------- | ------- | ---------- | -------------- | --------------- | --------- | --------- | -- | -- | -- |
| dvouhra | 280     | 180        | 110            | 60              | 30        | 1         | 18 | 12 | 1  |
| čtyřhra | 280     | 180        | 110            | 60              | 1         | —         | —  | —  | —  |

### Finanční odměny
| dvouhra                               | 23 548 € | 13 224 € | 8 145 € | 4 677 € | 2 963 € | 2 157 € | 1 575 € | 1 024 € |
| čtyřhra                               | 8 306 €  | 4 838 €  | 3 064 € | 1 854 € | 1 412 € | —       | —       | —       |
| částky ve čtyřhře jsou uváděny na pár |          |          |         |         |         |         |         |         |

## Ženská dvouhra

### Nasazení
| Stát                          | Hráčka                   | WTA | Nasazení |
| ----------------------------- | ------------------------ | --- | -------- |
| Rusko                         | Jekatěrina Alexandrovová | 33. | 1.       |
| Francie                       | Fiona Ferrová            | 45. | 2.       |
| Francie                       | Caroline Garciaová       | 46. | 3.       |
| Francie                       | Kristina Mladenovicová   | 51. | 4.       |
| Francie                       | Alizé Cornetová          | 58. | 5.       |
| Rumunsko                      | Sorana Cîrsteaová        | 67. | 6.       |
| Španělsko                     | Paula Badosová           | 73. | 7.       |
| Nizozemsko                    | Arantxa Rusová           | 78. | 8.       |
| Žebříček WTA k 22. únoru 2021 |                          |     |          |

### Jiné formy účasti
Následující hráčky obdržely divokou kartu do hlavní soutěže:
- Eugenie Bouchardová
- Clara Burelová
- Harmony Tanová

Následující hráčka nastoupila do hlavní soutěže pod žebříčkovou ochranou:
- Mihaela Buzărnescuová

Následující hráčky si zajistily postup do hlavní soutěže v kvalifikaci:
- Magdalena Fręchová
- Margarita Gasparjanová
- Giulia Gatto-Monticoneová
- Viktorija Golubicová
- Tereza Martincová
- Clara Tausonová

### Odhlášení
před zahájením turnaje
- Zarina Dijasová → nahradila ji  Katarzyna Kawaová
- Kirsten Flipkensová → nahradila ji  Stefanie Vögeleová
- Coco Gauffová → nahradila ji  Irina Baraová
- Kaja Juvanová → nahradila ji  Katarina Zavacká
- Marta Kosťuková → nahradila ji  Greet Minnenová
- Kateryna Kozlovová → nahradila ji  Océane Dodinová
- Nadia Podoroská → nahradila ji  Wang Si-jü

### Skrečování
- Tereza Martincová

## Ženská čtyřhra

### Nasazení
| Stát                                                                      | Hráčka                   | Stát       | Hráčka               | WTA  | Nasazení |
| ------------------------------------------------------------------------- | ------------------------ | ---------- | -------------------- | ---- | -------- |
| Slovensko                                                                 | Viktória Kužmová         | Nizozemsko | Arantxa Rusová       | 130. | 1.       |
| Japonsko                                                                  | Makoto Ninomijová        | Česko      | Renata Voráčová      | 132. | 2.       |
| USA                                                                       | Kaitlyn Christianová     | USA        | Sabrina Santamariová | 146. | 3.       |
| Rusko                                                                     | Jekatěrina Alexandrovová | Rusko      | Jana Sizikovová      | 226. | 4.       |
| Žebříček WTA k 22. únoru 2021; číslo je součtem umístění obou členek páru |                          |            |                      |      |          |

### Jiné formy účasti
Následující páry obdržely do čtyřhry divokou kartu:
- Loïs Boissonová /  Juline Fayardová
- Amandine Hesseová /  Elixane Lechemiová

Následující páry nastoupily do čtyřhry pod žebříčkovou ochranou:
- Věra Lapková /  Aljaksandra Sasnovičová
- Alexandra Panovová /  Rosalie van der Hoeková

### Odhlášení
před zahájením turnaje
- Natela Dzalamidzeová /  Cornelia Listerová → nahradily je  Margarita Gasparjanová /  Cornelia Listerová

## Přehled finále

### Ženská dvouhra
- Clara Tausonová vs.  Viktorija Golubicová, 6–4, 6–1

### Ženská čtyřhra
- Viktória Kužmová /  Arantxa Rusová vs.  Eugenie Bouchardová /  Olga Danilovićová, 3–6, 7–5, [10–7]